# Texas Rangers (baseball)

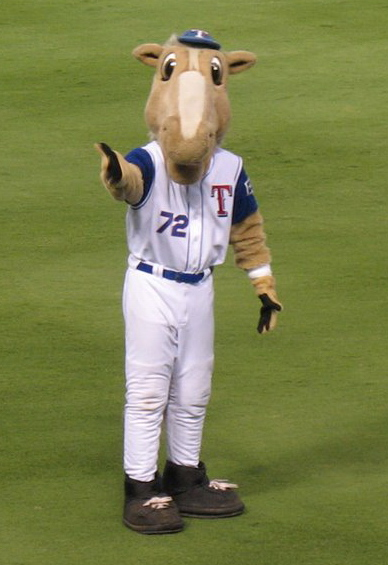
Maskot klubu

Texas Rangers je profesionální baseballový klub z Major League Baseball, patřící do západní divize American League.
Klub byl založen v roce 1961 pod jménem Washington Senators, v roce 1972 byl přestěhován do Arlingtonu v Texasu a získal svůj dnešní název.
Za svou historii klub dokázal semdkrát vyhrát západní divizi AL (1996, 1998, 1999, 2010, 2011, 2015 a 2016). V roce 2010 postoupil až do Světové série, kde prohrál se San Francisco Giants. O rok později opět postoupil do Světové série, tentokrát prohrál se St. Louis Cardinals. V roce 2023 postoupil do Světové série, tentokrát vyhrál svůj první šampionát proti Arizona Diamondbacks.